# 11947 Kimclijsters
11947 Kimclijsters (1993 PK7) là một tiểu hành tinh nằm phía ngoài của vành đai chính được phát hiện ngày 15 tháng 8 năm 1993 bởi E. W. Elst ở Caussols.